# Grünstein (Gefrees)
Grünstein ist ein Gemeindeteil der Stadt Gefrees im Landkreis Bayreuth (Oberfranken, Bayern). Die Gemarkung Grünstein hat eine Fläche von 3,790 km². Sie ist in 586 Flurstücke aufgeteilt, die eine durchschnittliche Flurstücksfläche von 6467,27 m² haben. In ihr liegen neben dem namensgebenden Ort die Gemeindeteile Böseneck, Gefrees (zum Teil), Grünhügel und Kastenmühle.

## Geografie
Das Dorf liegt am Lübnitzbach, einem linken Zufluss der Ölschnitz, und an einem namenlosen linken Zufluss des Lübnitzbachs, der innerorts in diesen mündet. Im Osten steigt das Gelände zum Putzenberg (597 m ü. NHN) an, auf dem ein Luitpold-Denkmal steht. Eine Gemeindeverbindungsstraße führt nach Gefrees zur Staatsstraße 2180 (1 km nördlich) bzw. nach Metzlersreuth (1,6 km südlich).

## Geschichte
Der Ort wurde im Jahr 1361 als „der Grunstein“ erstmals urkundlich erwähnt.
Gegen Ende des 18. Jahrhunderts bestand Grünstein aus 17 Anwesen (1 Mühle, 15 Tropfhäuser, 1 Haus). Die Hochgerichtsbarkeit stand dem bayreuthischen Stadtvogteiamt Gefrees zu. Die Dorf- und Gemeindeherrschaft war strittig zwischen dem Kastenamt Gefrees und der bambergischen Amtsverwaltung Grünstein, die alleiniger Grundherr sämtlicher Anwesen war.
Von 1797 bis 1810 unterstand Grünstein dem Justiz- und Kammeramt Gefrees.  Infolge des Ersten Gemeindeedikts wurde Grünstein dem 1812 gebildeten Steuerdistrikt Metzlersreuth zugewiesen. Zugleich entstand die Ruralgemeinde Grünstein, zu der Böseneck und Grünhügel gehörten. Sie war in Verwaltung und Gerichtsbarkeit dem Landgericht Gefrees zugeordnet und in der Finanzverwaltung dem Rentamt Gefrees. 1827 wurde die Kastenmühle von der Gemeinde Gefrees an Grünstein abgegeben. 1840 wurde die Gemeinde Grünstein an das Landgericht Berneck und an das Rentamt Marktschorgast überwiesen (1919 in Finanzamt Marktschorgast umbenannt). Ab 1862 gehörte Grünstein zum Bezirksamt Berneck. Die Gerichtsbarkeit blieb beim Landgericht Berneck (1879 in Amtsgericht Berneck umgewandelt). Die Gemeinde hatte 1904 eine Gebietsfläche von 3,804 km². Am 1. April 1927 wurde die Gemeinde nach Gefrees eingegliedert.

### Baudenkmäler
- Burgruine Grünstein

### Einwohnerentwicklung
Gemeinde Grünstein
| Jahr      | 1819   | 1840   | 1852   | 1855   | 1861   | 1867   | 1871   | 1875   | 1880   | 1885   | 1890   | 1895   | 1900  | 1905   | 1910   | 1919   | 1925   |
| Einwohner | 190    | 324    | 335    | 328    | 341    | 357    | 336    | 337    | 306    | 297    | 283    | 293    | 261   | 242    | 274    | 272    | 244    |
| Häuser    |        |        |        |        |        |        | 43     |        |        | 40     | 40     |        | 40    |        |        |        | 45     |
| Quelle    | [ 13 ] | [ 14 ] | [ 14 ] | [ 14 ] | [ 15 ] | [ 16 ] | [ 17 ] | [ 18 ] | [ 19 ] | [ 20 ] | [ 21 ] | [ 14 ] | [ 9 ] | [ 14 ] | [ 22 ] | [ 14 ] | [ 14 ] |

Ort Grünstein
| Jahr      | 001812 | 001819 | 001861 | 001871 | 001885 | 001900 | 001925 | 001950 | 001961 | 001970 | 001987 |
| Einwohner | 96     | 114    | 206    | 208    | 178    | 152    | 132    | 153    | 182    | 153    | 122    |
| Häuser    | 17     |        |        |        | 24     | 25     | 25     | 26     | 34     |        | 43     |
| Quelle    | [ 8 ]  | [ 13 ] | [ 15 ] | [ 17 ] | [ 20 ] | [ 9 ]  | [ 23 ] | [ 24 ] | [ 25 ] | [ 26 ] | [ 1 ]  |

## Religion
Grünstein ist seit der Reformation evangelisch-lutherisch geprägt und bis heute nach St. Johannes der Täufer (Gefrees) gepfarrt.